# رفاعة جعمان (حالمين)

تعديل مصدري - تعديل

رفاعة جعمان هي إحدى قرى عزلة حبيل الريدة بمديرية حالمين التابعة لمحافظة لحج، بلغ تعداد سكانها 55 نسمة حسب تعداد اليمن لعام 2004.